# Tartaruga arrosto
La tartaruga arrosto era un antico piatto tradizionale preparato dai pescatori di Viareggio, diffusa anche in altre zone costiere d'Italia. 
Non è più possibile preparare questo piatto a causa delle limitazioni normative alla cattura delle tartarughe.

## Origine
Le tartarughe costituivano un problema per i pescatori, in quanto rimanevano spesso nelle reti e le danneggiavano, oltre a nutrirsi dei pesci catturati. Peraltro la tartaruga è un animale mordace. Per questo motivo i pescatori viareggini generalmente uccidevano le tartarughe catturate e le macellavano per consumarne le carni, direttamente sulle navi. 

## Preparazione
Una volta macellato l'animale ed estratto il muscolo, si poteva arrostire con aglio, rosmarino e salvia. 